# Redmond (Oregon)
Pour les articles homonymes, voir Redmond.
Redmond est une ville américaine, située dans le comté de Deschutes dans l'Oregon, dont la population est estimée en 2006 à 23 500 habitants. Le nom de la ville provient de Frank T. Redmond, pionnier qui s'installa sur le site en 1905. En 1915, le premier bureau de poste fut construit et en 1916 la ville fut incorporée.
La ville se situe à l'est de la chaine des Cascades, à une vingtaine de kilomètres au nord de Bend. Son climat est typique des déserts élevés, avec des journées chaudes et ensoleillées, des nuits froides et peu de précipitations.